# Keith Watson (auteur)
Pour les articles homonymes, voir Keith Watson et Watson.
Keith Watson (1935-1994) est un auteur de bande dessinée réaliste britannique principalement connu pour son travail sur Dan Dare, dont il est considéré le meilleur repreneur.

## Biographie
En 1958, Watson entre aux studios de Frank Hampson et commence à travailler sur Dan Dare, série publié dans l'hebdomadaire Eagle qu'il lisait depuis son enfance. Lorsque Hampson quitte la série quelques mois plus tard, Watson va travailler deux ans pour le magazine concurrent Lion (en) en dessinant la série Captain Condor écrite par sur des scénarios de Frank Stuart Pepper. En 1962, il revient à Eagle comme seul auteur de Dan Dare jusqu'en 1966. Dans les années 1970, il travaille surtout sur des adaptations dessinées de séries télévisées à la mode, comme Capitaine Scarlet ou Joe 90.
Au début des années 1980, Watson s'oriente vers le marché néerlandais en reprenant la série de football Roel Dijkstra (en) d'Andries Brandt et Jan Steeman dans Eppo avec les scénaristes Dave Hunt puis Jaap Bubenik.
En 1989, Watson crée quelques dernières planches de Dan Dare lorsqu’Eagle est relancé. Il meurt d'un cancer en 1994.

## Publications françaises
- Captain Condor, dans Aventures Fiction, 1969-71.